# Omloop van het Waasland 1967
 De 3e editie van de Belgische wielerwedstrijd Omloop van het Waasland vond plaats op 18 maart 1967. De start en finish vonden plaats in Kemzeke. De winnaar was Martin Van Den Bossche, gevolgd door Roger Blockx en Bruno Janssens.

## Uitslag
| Omloop van het Waasland 1967 |                        |                 |         |
| Plaats                       | Naam                   | Ploeg           | Tijd    |
| Winnaar                      | Martin Van Den Bossche | Romeo - Smith's | 4u56'0" |
| 2                            | Roger Blockx           | Goldor - Gerka  | z.t.    |
| 3                            | Bruno Janssens         | Mann - Grundig  | z.t.    |

1965 · 1966 · 1967 · 1968 · 1969 · 1970 · 1971 · 1972 · 1973 · 1974 · 1975 · 1976 · 1977 · 1978 · 1979 · 1980 · 1981 · 1982 · 1983 · 1984 · 1985 · 1986 · 1987 · 1988 · 1989 · 1990 · 1991 · 1992 · 1993 · 1994 · 1995 · 1996 · 1997 · 1998 · 1999 · 2000 · 2001 · 2002 · 2003 · 2004 · 2005 · 2006 · 2007 · 2008 · 2009 · 2010 · 2011 · 2012 · 2013 · 2014 · 2015 · 2016 · 2017 · 2018 · 2019 · 2020 · 2021 · 2022 · 2023 · 2024